# Ишеевский район
Ишеевский район — административно-территориальная единица в составе Ульяновской области РСФСР, существовавшая в 1943—1956 годах.
Ишеевский район был образован 14 декабря 1943 года из частей Богдашкинского и Ульяновского районов.
27 ноября 1945 года центр района, село Ишеевка, получил статус посёлка городского типа.
По данным на 1 ноября 1946 года район включал следующие сельсоветы: Бирючевский, Васильевский на реке Бирюч, Вышкинский, Загудаевский, Карлинский, Кротовский, Лаишевский, Мостовской, Новоуренский, Подгородно-Каменский, Полдомасовский, Русско-Беденьговский, Сельдинский, Староалейкинский, Тетюшский, Ундоровский и Шумовский.
7 июля 1953 года были упразднены Русско-Беденьговский, Староалейкинский, Вышкинский, Шумовский, Лаишевский, Бирючевский, Загудаевский, Карлинский и Мостовской с/с.
2 ноября 1956 года Ишеевский район был упразднён, а его территория разделена между Богдашкинским и Ульяновским районами.